# 菅林直樹
菅林 直樹（すがばやし なおき、1964年7月13日 - ）は、日本の実業家である。新日本プロレスリング株式会社で取締役会長を務めている。

## 経歴
北海道出身。元々プロレスファンで、高校生のときには中島体育センターでアントニオ猪木のタッグマッチを見に行っていた。北海学園大学在学時に全日本プロレスの宣伝カーで運転助手のアルバイトを始め、プロレス業界に携わるようになる。たまたま新日本プロレスの営業（札幌担当）の人と知り合いになり、プロレス業界入りを決意。北海学園大学卒業後上京し、新日本プロレス営業部アルバイトの立場で福岡国際センターを担当。正社員として入社するまでに3年かかった。入社後は、営業部長、宣伝・ソフト事業執行役員を経て新日本プロレスがユークス傘下となった2005年12月に副社長に昇格。当時社長を務めていたサイモン・ケリー猪木が2007年3月に辞意を表明し退任すると、それに伴い社長代行となり同年4月25日付けで代表取締役社長に就任した。2012年1月、ブシロードの子会社となってからは菅林社長直下の経営戦略室を新設。「新規事業やパートナー企業との新商品、海外市場などの開拓を模索していくことになる。」という。
2013年9月24日、社長職をブシロードから執行役員として出向していた手塚要に譲り、自身は代表権を持ったまま代表取締役会長に就任した。
2016年2月22日、手塚要が取締役社長を退任し後任が原田克彦となり、その際代表権を原田に移譲して取締役会長となる。

## 人物
- 営業畑一筋の「背広組」として新日本プロレス経営陣のトップに立った。プロレス業界では「背広組の経営者は成功しない」というジンクスがあり、それについては「知ってます。でも、それは少し勘違いがあるのでは。見てますと『選手よりオレが』というのがあって、そのへんが選手の反感を買った。選手の言う事を聞いてばかりいると傾いてしまうので、微妙なバランスが必要では。あまり出しゃばらず、今の時代に応じた経営をしていけば、ジンクスを打ち破れるのでは」と語っている[14]。
- 金銭面にクリーンで、ユークスの新日本プロレス買収プランの立役者とされる[7][8]。ユークスの谷口行規、ブシロードの木谷高明からの信頼も厚い。
- 坂口征二は、副社長昇格時（2005年）の菅林を「人柄は誠実で温厚、営業部長の時はヤリ手だった。ユークスを（新日本プロレスに）入れた功労者。」と評価している[7][8]。
- プロレスラーとの絡みで『ワールドプロレスリング』に登場することがある。2009年11月は後楽園ホール駐車場で飯塚高史に愛車を壊されたり、TAJIRIから毒霧攻撃を受けるなど受難続きだった[15]。
- 全日本プロレス元社長の内田雅之とは同郷ということもあって話す機会も多く、2012年の40周年記念興行の合同開催を実現に至った[16]。